# Дзидзигури, Медея Акакиевна
Медея Акакиевна Дзидзигури (груз. მედეა ძიძიგური; 24 февраля 1942, Тбилиси, Грузинская ССР, СССР — 6 ноября 1999, Тбилиси, Грузия) — советская и грузинская певица, исполнительница грузинских и русских романсов, городских и эстрадных песен. Народная артистка Грузинской ССР (1989).

## Семья
Мать — Ирина Жгенти, профессор Тбилисского государственного института иностранных языков, заведующая кафедрой института.
Отец — Акакий Дзидзигури, известный журналист, видный общественный деятель. Работал заместителем министра культуры Грузии, главным редактором журнала «Дроша» («Знамя»), руководителем Национальной библиотеки Грузии… Явился основателем золотого фонда звукозаписывающей студии Государственного телерадиокомитета Грузии. Именно он обнаружил граммофонную пластинку с записью Акакия Церетели, 8 песен и романсов в исполнении Вано Сараджишвили, первым познакомил радиослушателей с песнями сестёр Ишхнели.
Бабушка — Елена (Чута) Эристави — известная киноактриса, дочь князя Константина Эристави, предводителя дворянства Гурии, известного поэта. Семья Эристави — прямые потомки последнего грузинского царя Георгия XII. Воспитанием и музыкальным образованием Медеи, в основном, занималась Чута.
В 18 лет Медея вышла замуж за Гиви Бараташвили, искусствоведа, заметного деятеля грузинской культуры. Брак распался. Сын — Бидзина Бараташвили — искусствовед, журналист.

## Творческая биография
В 1963 году окончила Тбилисский педагогический институт иностранных языков. В качестве специалиста французского языка некоторое время работала в фонолаборатории Института. Начала выступать как солистка эстрадного оркестра Института под управлением Гоги Шиошвили.
С 1963 года — солистка Грузинской филармонии. Первый сольный концерт с большим успехом прошел 30 ноября 1971 года в Тбилисском доме железнодорожников.
В разные годы выступала с ансамблями «Рэро» под управлением Константина Певзнера, «Цицинатела», «Диэло», с оркестром Грузинского телевидения и радио под управлением Тенгиза Джаиани, с ансамблем дудукистов «Сионари». Аккомпаниаторами певицы были Д. Мачавариани, М. Гонглиашвили, К. Певзнер, И. Тбилели, Л. Хугашвили.
С неизменным успехом гастролировала в СССР и за рубежом, исполняя, в том числе, песни на языке той страны, в которой выступала.
Написать песни для Медеи Дзидзигури считали честью лучшие грузинские поэты и композиторы — Джансуг Чарквиани, Анна Каландадзе, Георгий Цабадзе, Джемал Сепиашвили, Инола Гургулия, Русудан Себискверадзе и многие другие.
В честь 25-летия творческой деятельности совершила большое турне по городам Грузии и России.
С 1993 по 1998 год — директор Тбилисского Дома работников искусств.
Скончалась 6 ноября 1999 года. Похоронена в Тбилиси, в Дидубийском пантеоне писателей и общественных деятелей Грузии.
17 апреля 2012 года в Тбилисском русском драматическом театре им. А. С. Грибоедова Международный культурно-просветительский Союз «Русский клуб» провел вечер русского романса, посвященный 70-летию со дня рождения Медеи Дзидзигури, в котором приняли участие выдающиеся эстрадные исполнители Грузии Нуну Габуния, Нанули Абесадзе, Ирма Сохадзе, Тамрико Чохонелидзе, Эка Квалиашвили и др.

## Государственные награды и звания
- 1974 — Заслуженная артистка Грузинской ССР.
- 1989 — Народная артистка Грузинской ССР.
- 1997 — Орден Чести[2]

## Мнения о Медее Дзидзигури
Леонид Утесов: «Стоит передо мной великолепная певица, певица необычайного обаяния, певица необычайного настроения, певица такой чистой музыкальной интонации, которая очень редко слышится у певцов… Я очень взволнован. И взволнован потому, что мне возвращена моя молодость».
Марк Фрадкин: «Прекрасная Медея! Вы вышли и спели. Я понял, что я потерял, к сожалению, не зная вас раньше. Все песни о любви, которые я сочинил, я бы отдал вам!»
Иван Козловский: «Медея! Не слушая вас, многое потеряет тот, кто думает, что он все знает, все слушал, все осознал. Спасибо вам за то, что вы так проникновенно поете, что вы улыбаетесь. Спасибо вам, что вы есть и что вы так прекрасны!»
Николай Тихонов, поэт: «Хочу только одного. Ещё раз вернуться в Квишхети, в чудный дом Дзидзигури и без конца повторять наши вечера, наши встречи, которые не обходились без пения Медеи…»
Иннокентий Смоктуновский: «Талант и мастерство Медеи в том, что она прекрасно исполняет и современные песни, и старинные русские романсы, и тбилисский фольклор».